# Sophronica cylindricollis
Sophronica cylindricollis är en skalbaggsart som beskrevs av Stefan von Breuning 1954. Sophronica cylindricollis ingår i släktet Sophronica och familjen långhorningar. Inga underarter finns listade i Catalogue of Life.